# Forestillingen om et ukompliceret liv med en mand
Forestillingen om et ukompliceret liv med en mand er en dansk kortfilm fra 2006, der er skrevet og instrueret af Jørgen og Ib Kastrup efter Helle Helles roman af samme navn.

## Handling
Susanne (Rikke Louise Andersson) arbejder i et hospitalskøkken, mens kæresten Kim (Jacob Cedergren) skriver på sin første roman. Susanne drømmer om et liv som sin gravide kollega Ester (Maria Würgler Rich). Men en dag fortæller Ester, at hun har forladt sin kæreste, som har været hende utro. Til Kims irritation giver Susanne Ester lov til at overnatte på sofaen. Dage blive til uger, Kim og Ester har mere tilfælles, end man umiddelbart skulle tro, og Susanne føler sig hurtigt isoleret og tilsidesat.

## Medvirkende
- Rikke Louise Andersson - Susanne
- Jacob Cedergren - Kim
- Martin Buch - Luffe
- Maria Würgler Rich - Ester
- Martin Hestbæk - Dennis
- Dar Salim - taxachauffør